# Underminded
Underminded ist eine 1999 gegründete Hardcore-/Metalcore-Band aus San Diego, Kalifornien, Vereinigte Staaten.

## Geschichte
Gegründet wurde Underminded im Jahr 1999 in San Diego, Kalifornien von Sänger Nick Martin und Gitarrist Matt Johnson. Beide besuchten zu diesem Zeitpunkt eine katholische Schule. Im Jahr 2000 stießen mit Tanner Wayne ein Schlagzeuger und mit Brandon Caldwell ein Bassist zur Gruppe. Die Gruppe wurde durch den Buck-O-Nine-Sänger Jon Pebsworth zum touren ermutigt.
Im Jahr 2003 wurde die erste EP unter dem Namen The Task of the Modern Educator veröffentlicht auf der Mike Fuentes, welcher heute mit seinem älteren Bruder Vic bei Pierce the Veil aktiv ist, als Schlagzeuger zu hören ist. Bereits ein Jahr später erschien mit Hail Unamerican! ihr Debütalbum über Kung Fu Records. Um für ihr Album zu werben, tourte die Gruppe im selben Jahr auf der kompletten Warped Tour. Zudem tourte die Gruppe im Jahr 2005 im Rahmen der Kung Fu Tour als Vorband von Vandals durch Europa. Allerdings spielte die Gruppe bereits Anfang 2004 Konzerte auf europäischem Boden.
Für das Jahr 2006 wurde das Nachfolger-Album Eleven:Eleven angekündigt, allerdings wurde das Album erst 2007 auf den Markt gebracht. Es wurde von Paul Miner produziert und über Uprising Records veröffentlicht. Underminded tourte unter anderem mit Scary Kids Scaring Kids, The Devil Wears Prada, Chiodos und Emery.
Seit mehreren Jahren ist es ruhig um die Gruppe geworden. In einem Interview im Decoy Magazine aus dem Jahr 2009 hieß es, dass die Gruppe weder auf hiatus noch aufgelöst, sondern aktiv ist.

## Stil
Die Musik wird als eine energische Mischung aus Poison the Well, Strike Anywhere, Hope Conspiracy und Boysetsfire beschrieben. Die Band verfügt in Nick Martin und Matt Johnson über zwei Shouter. Die Liedtexte sind auf einer persönlichen Basis gehalten und besitzen einen politischen Unterton. So handelt das Hauptkonzept des Debütalbums Hail Unamerican! um das Thema Bildung.
Die Musiker selbst sehen in Underminded keine neo-politische Band auch wenn die Bevölkerung diese als solche betrachtet.

„Wir sind sicherlich keine neo-politische Band, die versucht, ihren Hörern eine Meinung aufzuzwingen. Leider verstehen viele Leute UNDERMINDED aber als eine solche Band. Politik und ihr kritisch gegenüber zu stehen, ist ein Teil von mir und den anderen in der Band. Trotzdem geht es auf ‚Hail Unamerican!‘ um sehr viel mehr, als nur darum, mit dem Finger auf die Dinge zu zeigen, die geändert werden müssen.“

Auch beschreibt Sänger Nick Martin Underminded nicht als typische Hardcore-Band, sondern den Hardcore als eine von vielen musikalischen Elementen.

## Diskografie

### EPs
- 2003: The Task of the Modern Educator

### Alben
- 2004: Hail Unamerican! (Kung Fu Records)
- 2007: Eleven:Eleven (Uprising Records)

## Nebenprojekte
Sänger Nick Martin gehörte einige Zeit lang zum Live-Line-Up von Chiodos und war außerdem in der Supergroup Isles & Glaciers sowie in der inzwischen aufgelösten Punk-Band Cinematic Sunrise tätig. Er wurde zudem als erster Gitarrist des neuen Musikprojektes von Craig Owens bekanntgegeben.
Tanner Wayne war Aushilfs-Schlagzeuger bei Scary Kids Scaring Kids und Underoath während der Warped Tour 2009. Außerdem war er zwischen 2010 und 2012 Schlagzeuger bei Chiodos. Er ist auf dem Album Illuminaudio aus dem Jahr 2010 zu hören. Wayne spielte Schlagzeug bei Emmure auf deren Europatournee, war Mitglied des Bad Production Team und in der Band WEED, welche von Sky Blu und Shwayze gegründet wurde.